# Lokve pri Dobrniču
Lokve pri Dobrniču so naselje v občini Trebnje.
Lokve pri Dobrniču so gručasto naselje na severovzhodni strani Dobrniča, na robu Dobrniške uvale tik ob vznožju Trebnega vrha. Vaške njive se razprostirajo v Dolini, na Marncah, v Goricah, Skircah in Krvicah, na severovzhodu in severu pa je gozd Boršt. Kraj je ime dobil po luži sredi vasi, velik vpliv nanj pa je imelo odseljevanje v preteklosti. Iz Lokev pri Dobrniču je bil doma Jože Lazar (1903 – 1975), slovenski botanik in preučevalec alg.